# 이웃집 남자 (1989년 영화)
"이웃집 남자"는 1989년에 개봉한 대한민국의 영화이다.

## 캐스팅
- 방희 : 혜경 역
- 이동준 : 민호 역
- 윤지원
- 이무정